# Блох, Иосиф Самуил
Ио́сиф Самуи́л Блох (20 ноября 1850, Дукла — 1 октября 1923, Вена, Австрия) — еврейский общественный, религиозный и политический деятель, писатель.

## Биография
Родился 20 ноября 1850 года в г. Дукла (ныне Дукля в Польше). Получил традиционное еврейское (львовская йешива) и европейское (магдебургская и лигницская гимназии, после — Мюнхенский и Цюрихский университеты) образование. К 1894 году — раввин в промышленном пригороде Вены. Активное участие Блоха в громком процессе против антисемита профессора Августа Ролинга, который обвинял евреев в ритуальных убийствах (1883), способствовало росту его популярности среди австро-венгерского еврейства. В 1883 году основал один из первых еврейских немецкоязычных журналов «Österreichischer Wochen-schrift» («Австрийский еженедельник»), который стал центром защиты гражданских прав евреев в Австро-Венгрии. В 1884 году Иосиф Самуил был избран в рейхсрат от еврейской общины Коломыи. До 1895 года отстаивал в австрийском парламенте права евреев и боролся с проявлениями антисемитизма. Сторонник идей просвещения, Блох выступал как против крайностей национализма, так и против ассимиляции еврейства, отстаивал идею создания многонациональной космополитической идентичности, которая должна объединить всех граждан Австро-Венгрии в единую нацию.
Умер 1 октября 1923 года, похоронен в Новом еврейском участке Центрального кладбища Вены.

## Кровавый навет в Тисаэсларе
Большой шум вызвало выступление Блоха на суде во время Тиссаэсларского дела против католического теолога, профессора Пражского университета Августа Ролинга, утверждавшего, будто у евреев существовали и существуют ритуальные убийства. Блох обвинил Ролинга в абсолютном незнании Библии и Талмуда и в лжесвидетельстве. Ролинга подал в суд по обвинению в клевете, но после отказался от своей жалобы.

## Публикации И. С. Блоха
- Zur agadischen Hermeneutik (1873 г.)
- Происхождение и история книги Экклезиаста (1872 г.)
- Исследования по истории и коллекции ветхозаветной литературы (1876 г.)
- Евреи в Испании (1876 г.)
- Против антисемитов (1882 г.)
- Профессор Ролинг и венский раввинат (1882 г.)
- Национальная рознь и евреи в Австрии (1886 г.)
- Документы по Просвещению (1884, 1885, 1900)
- Еврейский вопрос в Румынии (1902 г.)
- Израиль и народы (1922)